# Club Deportivo Autol
El Club Deportivo Autol es un club de fútbol de España de la localidad de Autol (La Rioja). Fue fundado en 1972, y juega en la grupo XVI de la Tercera Federación tras su ascenso en la temporada 2023-24.

## Historia
El C. D. Autol fue fundado en 1972. Participó hasta la temporada 1985-86 en la competiciones regionales de la Federación Navarra de Fútbol pasando en 1986 a la recién creada Federación Riojana de Fútbol siendo inscrito en la Regional Preferente, donde pronto se convirtió en uno de los equipos de cabeza.
En la temporada 1990-91 el equipo logró su primer ascenso a Tercera División, permaneciendo en la categoría una temporada. Un año después del descenso, el primer equipo abandonó temporalmente la competición.
El C.D. Autol volvió en dos ocasiones a jugar en la Regional Preferente (1994-1996 y 1997-98) hasta regresar de manera definitiva en la temporada 2005-06 logrando el ascenso a Tercera División gracias a una vacante en la categoría.
Tras permanecer un curso en la categoría nacional fue arrastrado por el descenso desde Segunda B del C. D. Alfaro. El C. D. Autol regresó a la Preferente hasta que en la temporada 2017-18 logró el campeonato ligero y ascenso a la Tercera División.
En la siguiente temporada regresó a división regional tras quedar en último lugar.
En la temporada 2022-23 el club participó por primera vez en su historia en la Copa del Rey. Después de pasar la eliminatoria previa tras un empate y tanda de penaltis el club se enfrentaría al R. C. D. Mallorca en la primera eliminatoria.
En la temporada 2023-24 consiguió el ascenso a Tercera Federación tras quedar 2.º en Preferente.
En la temporada 2024-25 el Autol consiguió la permanencia en Tercera Federación por primera vez en su historia.

## Uniforme
- Uniforme titular: Camiseta blanquirroja, pantalón negro y medias negras.

## Estadio
El C. D. Autol juega sus partidos en el campo de La Manzanera, con una capacidad de 2.000 espectadores.

## Palmarés
| Competición regional                  | Títulos | Subcampeonatos                           |
| ------------------------------------- | ------- | ---------------------------------------- |
| Regional Preferente de La Rioja (1/4) | 2017-18 | 1988-89, 1990-91, 1992-93, 2023-24 (G2). |

## Datos del club
- Temporadas en Primera División: 0
- Temporadas en Segunda División: 0
- Temporadas en Segunda División B: 0
- Temporadas en Tercera Federación / Tercera División: 5
- Mejor puesto en la liga: 15.º en Tercera Federación (temporada 2024-25)

## Trayectoria

### Histórico de temporadas
| Temporada | División     | Puesto |
| --------- | ------------ | ------ |
| 1973-74   | 3.ª Regional | 10.º   |
| 1974-75   | 2.ª Regional | 7.º    |
| 1975-76   | 2.ª Regional | 4.º    |
| 1976-77   | 2.ª Regional | 2.º    |
| 1977-78   | 1.ª Regional | 14.º   |
| 1978-79   | 2.ª Regional | 8.º    |
| 1979-80   | 2.ª Regional | 2.º    |
| 1980-81   | 1.ª Regional | 14.º   |
| 1981-82   | 2.ª Regional | 5.º    |
| 1982-83   | 2.ª Regional | 9.º    |
| 1983-84   | 2.ª Regional | 5.º    |
| 1984-85   | 1.ª Regional | 8.º    |
| 1985-86   | 1.ª Regional | 10.º   |
| 1986-87   | Preferente   | 4.º    |
| 1987-88   | Preferente   | 4.º    |
| 1988-89   | Preferente   | 2.º    |

| Temporada | División       | Puesto |
| --------- | -------------- | ------ |
| 1989-90   | Preferente     | 5.º    |
| 1990-91   | Preferente     | 2.º    |
| 1991-92   | 3ª (Grupo XV)  | 19.º   |
| 1992-93   | Preferente     | 2.º    |
| 1993-94   | Inactivo       | —      |
| 1994-95   | Preferente     | 6.º    |
| 1995-96   | Preferente     | 13.º   |
| 1996-97   | Inactivo       | —      |
| 1997-98   | Preferente     | 11.º   |
| 1998-2005 | Inactivo       | —      |
| 2005-06   | Preferente     | 6.º    |
| 2006-07   | 3ª (Grupo XVI) | 17.º   |
| 2007-08   | Preferente     | 11.º   |
| 2008-09   | Preferente     | 15.º   |
| 2009-10   | Preferente     | 17.º   |
| 2010-11   | Preferente     | 11.º   |

| Temporada | División             | Puesto | Copa del Rey |
| --------- | -------------------- | ------ | ------------ |
| 2011-12   | Preferente           | 10.º   |              |
| 2012-13   | Preferente           | 11.º   |              |
| 2013-14   | Preferente           | 8.º    |              |
| 2014-15   | Preferente           | 7.º    |              |
| 2015-16   | Preferente           | 6.º    |              |
| 2016-17   | Preferente           | 5.º    |              |
| 2017-18   | Preferente           | 1.º    |              |
| 2018-19   | 3ª (Grupo XVI)       | 20.º   |              |
| 2019-20   | Preferente           | 4.º    |              |
| 2020-21   | Preferente           | 7.º    |              |
| 2021-22   | Preferente           | 5.º    |              |
| 2022-23   | Preferente           | 11.º   | 1.ª Ronda    |
| 2023-24   | Preferente (G2)      | 2.º    |              |
| 2024-25   | 3.ª Fed. (Grupo XVI) | 15.º   |              |
| 2025-26   | 3.ª Fed. (Grupo XVI) |        |              |

LEYENDA
```
 :Ascenso de categoría

 :Descenso de categoría
```

### Participaciones en Copa del Rey
| Temporada | Ronda     | Rival                    | Resultado      |  |
| --------- | --------- | ------------------------ | -------------- |  |
| 2022-23   | Previa    | Dinamo de San Juan C. F. | 1-1 (8-7 pen.) |  |
| 2022-23   | 1.ª Ronda | R. C. D. Mallorca        | 0-4            |  |

### Participaciones en playoffs de ascenso
| Temporada | Liga                | Ronda            | Rival          | Ida | Vuelta       | Global |  | Ascenso |
| --------- | ------------------- | ---------------- | -------------- | --- | ------------ | ------ |  | ------- |
| 1986-87   | Regional Preferente | Final            | S. D. Alsasua  | 0-0 | 2-0          | 0-2    |  |         |
| 1988-89   | Regional Preferente | Final            | C. D. Baztán   | 0-0 | 3-3 (p. 3-4) | 3-3    |  |         |
| 1990-91   | Regional Preferente | Final            | C. D. Azkoyen  | 2-2 | 5-1          | 3-7    |  |         |
| 2021-22   | Regional Preferente | Cuartos de final | C. D. Aldeano  | 1-0 | 1-0          | 1-0    |  |         |
| 2021-22   | Regional Preferente | Semifinal        | Comillas C. F. | 3-2 | 3-2          | 3-2    |  |         |

## Filial
A lo largo de su historia el C. D. Autol ha inscrito varios equipos filiales en la competición. En la temporada 1987-88, en la 1ª Regional, jugó el C. D. Autol Promesas, mientras que en la temporada 1991-92, con el primer equipo en Tercera División, el C. D. Autol Atlético disputó la Regional Preferente.

## Jugadores notables
- Javier Herreros
- Óscar Herreros